# Aepinus (Mondkrater)
Aepinus ist ein Einschlagkrater auf dem Mond in der Nähe des Mondnordpols. Er liegt auf der Mondrückseite auf dem nordwestlichen Rand des großen Kraters Hermite.

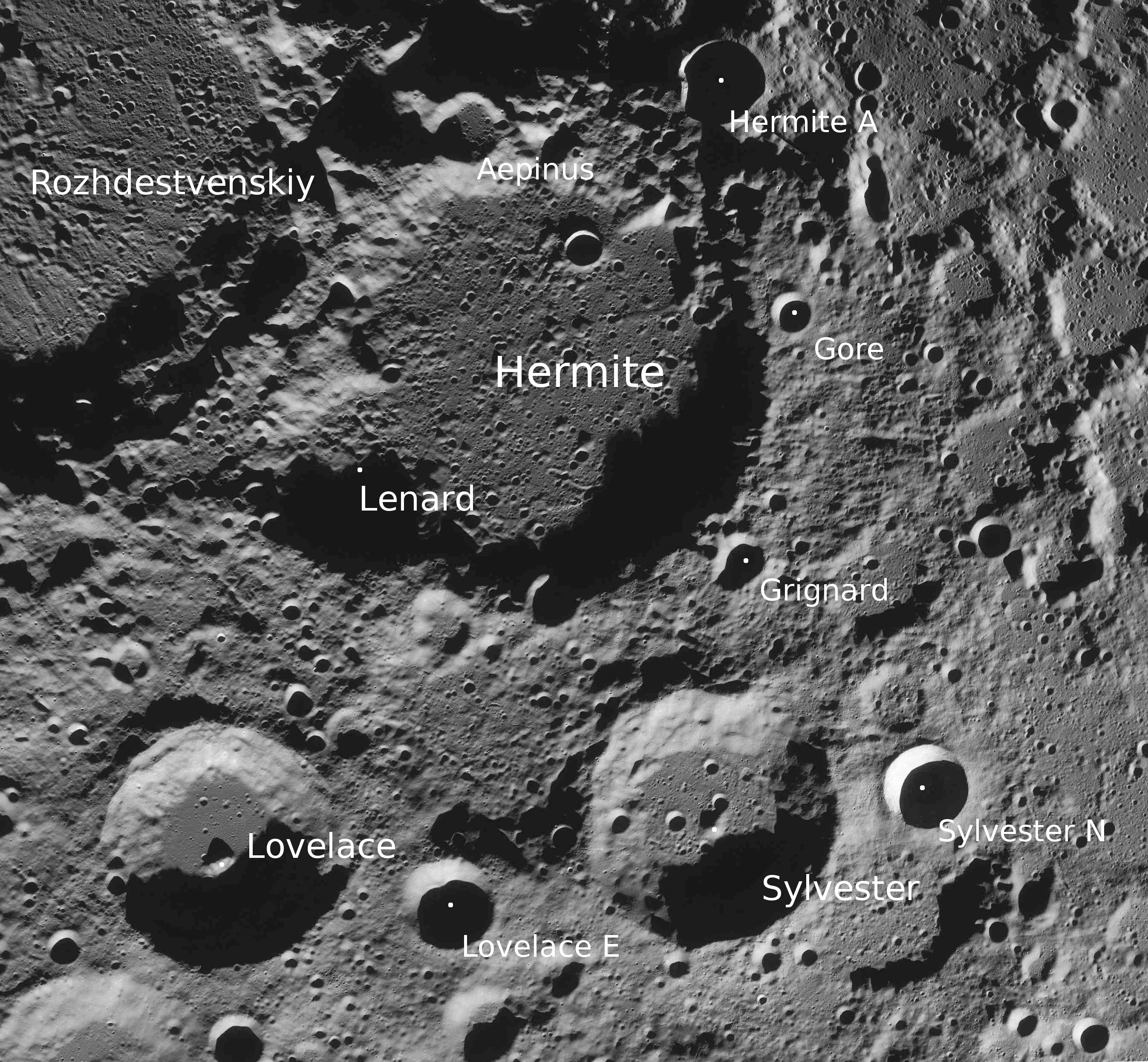
Umgebung von Aepinus

Der Krater wurde 2009 von der Internationalen Astronomischen Union nach dem deutschen Astronomen Franz Ulrich Theodor Aepinus benannt, er war zuvor unbenannt.